# Santa Fe (Espanha)
Santa Fe é um município da Espanha na província de Granada, comunidade autónoma da Andaluzia, de área 38,20 km² com população de 14934 habitantes (2004) e densidade populacional de 362,38 hab/km².

## Demografia
| Variação demográfica do município entre 1991 e 2004 | Variação demográfica do município entre 1991 e 2004 | Variação demográfica do município entre 1991 e 2004 | Variação demográfica do município entre 1991 e 2004 |
| --------------------------------------------------- | --------------------------------------------------- | --------------------------------------------------- | --------------------------------------------------- |
| 1991                                                | 1996                                                | 2001                                                | 2004                                                |
| 12000                                               | 12349                                               | 12824                                               | 13803                                               |